# أوروس ميديتش
أوروس ميديتش (بالصربية: Uroš Medić؛ مواليد 25 أبريل 1993) هو مُقاتل فنون قتالية مختلطة صربي.

## وصلات خارجية
- أوروس ميديتش على موقع يو إف سي (الإنجليزية)
- أوروس ميديتش على موقع شيردوغ (الإنجليزية)
- أوروس ميديتش على موقع Tapology.com (الإنجليزية)